# Tommy Gore
Thomas John Gore, meglio conosciuto come Tommy Gore (Liverpool, 26 novembre 1953), è un ex calciatore inglese, di ruolo centrocampista.

## Carriera
Si forma nel Liverpool e nel Tranmere. Nel gennaio 1974 viene ingaggiato dal Wigan, squadra militante nella dilettantistica Northern Premier League, competizione che si aggiudica nel 1975. Nella stagione 1978-1979 la sua squadra venne eletta nella English Football League, divenendo così professionista. Gore scese in campo nella prima gara disputata dal suo club come società professionistica e soprattutto segnò la prima rete del Wigan con il nuovo statuto, nel pareggio per 1-1 del 12 agosto 1978 contro il Tranmere in Football League Cup 1978-1979. Con i Latics ha giocato 102 partite consecutive da quando la squadra raggiunse lo status professionista.
Durante la militanza con il Wigan gioca dal 1974 al 1976 nei periodi di pausa del campionato inglese nella North American Soccer League con i Dallas Tornado. Nella stagione 1974 raggiunge con i texani le semifinali del torneo.
Nell'ootbre 1980 è ceduto Bury, squadra della Fourth Division, club nel quale militò sino al 1983.
Nella stagione 1983-1984 sale di una categoria per giocare nel Port Vale, con cui retrocede in quarta serie al termine del torneo. Questo sarà l'ultimo campionato disputato da Gore, che si ritirò a causa di un infortunio al collo occorsogli nell'agosto 1984 in una partita contro il Bury.

## Palmarès
- Northern Premier League: 1

Wigan: 1974-1975